# Harsdorfer Schloss

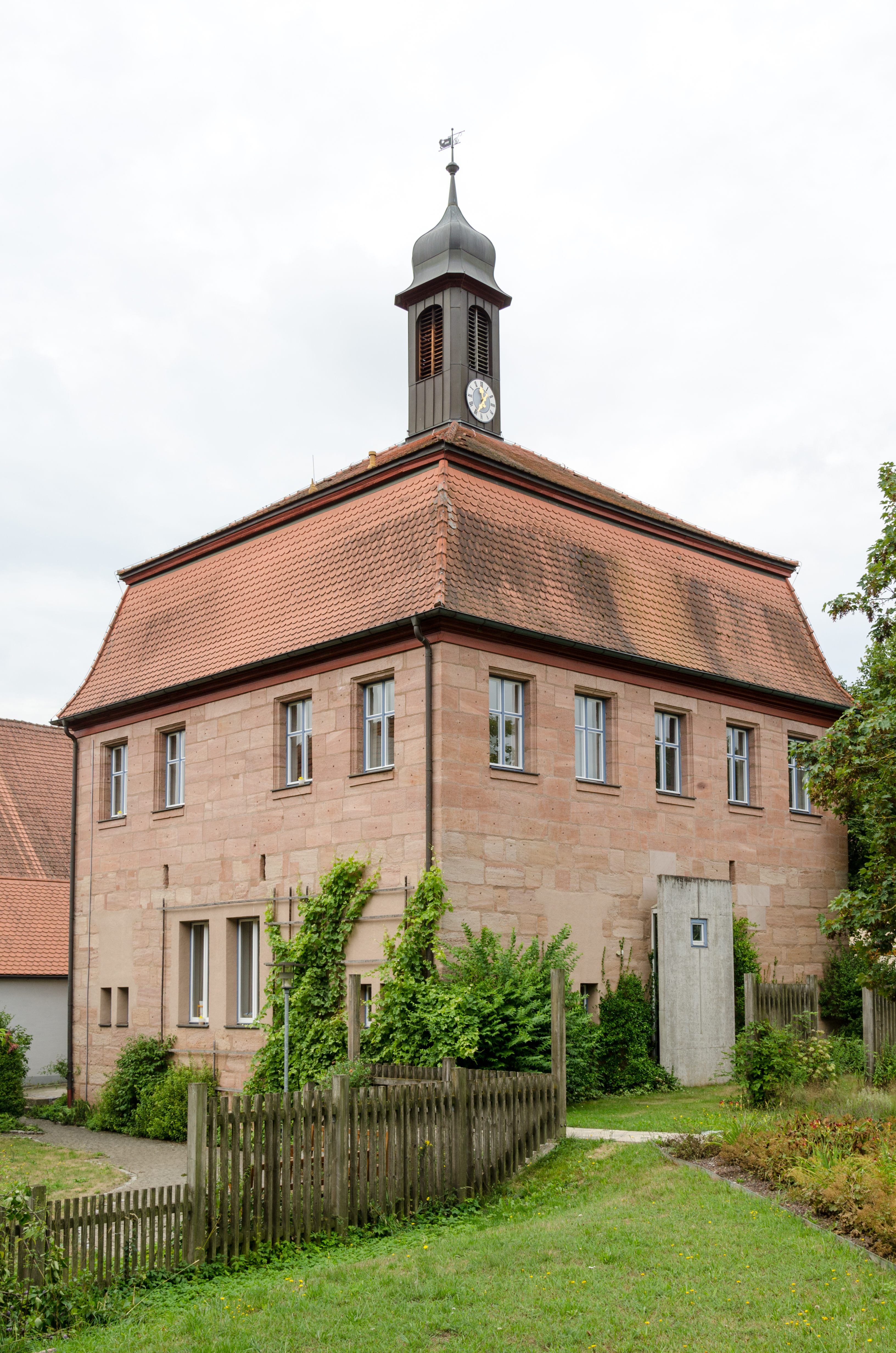
Das Harsdorfer Schloss in Enderndorf

Das Harsdorfer Schloss ist ein kleines Schloss in Spalt-Enderndorf im Landkreis Roth (Mittelfranken, Bayern).

## Geschichte
Der Ort wurde 1347 als „Enterndorf“ erstmals urkundlich erwähnt, als der damalige Grundherr seine Lehen zu Enderndorf an Wirich von Treuchtlingen verkaufte. Der Ortsname dürfte sich aus der geographischen Lage ableiten lassen. Das Wort „ender“, mittelhochdeutsch „enet“, bedeutet drüben, jenseits. Demnach ist Enderndorf das Dorf jenseits des Bergrückens von Spalt.  Von 1676 bis 1903 gehörte die Ortsherrschaft der Nürnberger Patrizierfamilie Harsdorf von Enderndorf, die das ehemalige Fuetterer'sche Schlösschen zu einem zweigeschossigen barocken Sandsteinquaderbau über quadratischem Grundriss ausbauten.

## Baubeschreibung
Das Harsdorfer Schloss ist ein Baudenkmal (Nr. D-5-76-147-343) und in der Liste der Baudenkmäler in Spalt folgendermaßen beschrieben:
Ehemaliges Fuetterer'sches Schlösschen, später Harsdorfer Schlösschen: Zweigeschossiger Sandsteinquaderbau über quadratischem Grundriss, mit Mansarddach und Glockentürmchen, 18. Jahrhundert 